# Tetracanthella suursarensis
Tetracanthella suursarensis är en urinsektsart som beskrevs av Linnaniemi 1912. Tetracanthella suursarensis ingår i släktet Tetracanthella och familjen Isotomidae. Inga underarter finns listade i Catalogue of Life.